# Porumbești, Cantemir
Porumbești este un sat din raionul Cantemir, Republica Moldova.

## Demografie

### Structura etnică
Structura etnică a localității conform recensământului populației din 2004:
| Grup etnic                                               | Populație | % Procentaj  |
| -------------------------------------------------------- | --------- | ------------ |
| Băștinași declarați Moldoveni Băștinași declarați Români | 1626 3    | 98,67% 0,18% |
| Bulgari                                                  | 7         | 0,42%        |
| Țigani                                                   | 6         | 0,36%        |
| Ruși                                                     | 4         | 0,24%        |
| Alții                                                    | 2         | 0,12%        |
| Total                                                    | 1648      |              |

## Administrație și politică
Componența Consiliului local Porumbești (9 consilieri), ales la 5 noiembrie 2023, este următoarea:
|  | Partid                                       | Consilieri | Componență | Componență | Componență | Componență | Componență | Componență | Componență |
|  | -------------------------------------------- | ---------- | ---------- | ---------- | ---------- | ---------- | ---------- | ---------- | ---------- |
|  | Partidul Acțiune și Solidaritate             | 7          |            |            |            |            |            |            |            |
|  | Partidul Socialiștilor din Republica Moldova | 2          |            |            |            |            |            |            |            |